# کلانه
کَلانه (به کردی: کەلانه) یکی‌از غذاهای کردی است که در مناطق مختلف کردستان تهیه و پخت می‌شود. اگرچه بیش‌تر به‌عنوان یک نوع نان، پیش‌غذا و عصرانه شناخته شده‌است.
کلانه را بیشتر به«پیتزای کردی» نیز می‌شناسند، به‌عنوان «قدیمی‌ترین فست‌فود جهان» با ۳۰۰۰ سال قدمت در پخت آن شناخته شده‌است. این غذای کردی در مناطق کردنشین طرفداران زیادی دارد که باعث شده در شهرهایی همانند سقز کلانه‌پزی‌های زیادی ایجاد گردد و به غذای محلی شهر تبدیل شود. 
آرد گندم، آب یا شیر، نمک، کره محلی یا روغن کرمانشاهی، زعفران و پیچک محلی و تره کوهی یا «کنیوال» (گیاهان خودرو بهاره کوهی)، تره یا پیازچه از مواد تشکیل‌دهنده این نان سنتی هستند که روی ساج پخته و با کره یا روغن حیوانی چرب می‌کنند و همراه با دوغ و ماست محلی می‌خورند.